# Куплеты Эскамильо
Куплеты Эскамильо или Куплеты тореадора (фр. Votre toast, je peux vous le rendre — «Тост, друзья, я ваш принимаю») — ария Эскамильо (бас-баритон) из второго акта оперы «Кармен» Жоржа Бизе на либретто Анри Мельяка и Людовика Галеви.

## Сюжет
В таверне Лиласа Пастьи Кармен с подругами Фраскитой и Мерсе́дес плясками развлекает посетителей. Здесь же и капитан Суньига. В сопровождении толпы поклонников входит тореадор Эскамильо. Красота и обаяние Кармен не ускользают от его внимания.

## Описание
Ария написана композитором в фа миноре (куплеты) и фа мажоре (рефрен), размер — 4/4. Темп — allegro molto moderato (♩ = 108) . Требуемый вокальный диапазон — от A3 до F4, с тесситурой от B-flat3 до E-flat4. К рефрену присоединяются хор, Фраскита, Мерседес, Кармен, Моралес и Суньига.